# قرمز پرحرارت
قرمز پرحرارت (به انگلیسی: Red Hot) فیلمی محصول سال ۱۹۹۳ و به کارگردانی پل هگیس است. در این فیلم بازیگرانی همچون بالتازار گتی، کارلا گوجینو، یان نیکلاس، هیو اوکنور، آرمین مولر-اشتال و دونالد ساترلند ایفای نقش کرده‌اند.